# Олт (річка)
Олт — річка в Румунії, ліва притока Дунаю. Довжина 709 км, площа басейну близько 25 000 км², середня витрата води 160 м³/с.
Річка бере початок біля села Валя-Стримбе, протікає Трансильванським плато, через Південні Карпати (в улоговині) і по Нижньодунайській рівнині.
Використовується головним чином для зрошення. Судноплавна в нижній течії.
На річці розташовані міста Фегераш, Слатіна.

## Каскад ГЕС
На річці розташовані ГЕС Слатіна, ГЕС Іпотешті, ГЕС Драганешті, ГЕС Фрунзар, ГЕС Русанешті, ГЕС Izbiceni, ГЕС Драгасані, ГЕС Стреджешті, ГЕС Arcesti.